# HAL Tejas
HAL Tejas – indyjski lekki wielozadaniowy samolot myśliwski opracowany na początku XXI wieku przez przedsiębiorstwo Hindustan Aeronautics Limited. Pierwszy lot prototypu odbył się w styczniu 2001 roku, natomiast pierwsze egzemplarze trafiły do służby w Indyjskich Siłach Powietrznych w styczniu 2011 roku.
Tejas napędzany jest pojedynczym silnikiem turbowentylatorowym, a jego załogę stanowi jeden pilot. Samolot uzbrojony jest w działko automatyczne GSz-23 i może przenosić kierowane pociski rakietowe (powietrze-powietrze, powietrze-ziemia i powietrze-woda) oraz bomby.
Poza standardową odmianą samolotu opracowano również dwuosobową wersję treningową i wersję morską, zdolną do operowania z pokładu lotniskowca. Docelowo Indyjskie Siły Powietrzne mają otrzymać 140 egzemplarzy, a Indyjska Marynarka Wojenna – 6. Sformowanie pierwszej eskadry wyposażonej w Tejasy zaplanowano na lipiec 2016 roku.
Opracowano również morską wersję pokładową myśliwca, oblataną 27 kwietnia 2012 roku. Pierwsze lądowanie na pokładzie INS „Vikramaditya” samolotu przedseryjnego miało miejsce 11 stycznia 2020 roku. 
Przy cenie w okolicach 26 mln dolarów za sztukę HAL Tejas jest jednym z najtańszych myśliwców wielozadaniowych na świecie, ustępuje jedynie chińsko-pakistańskiemu JF-17 Thunder.

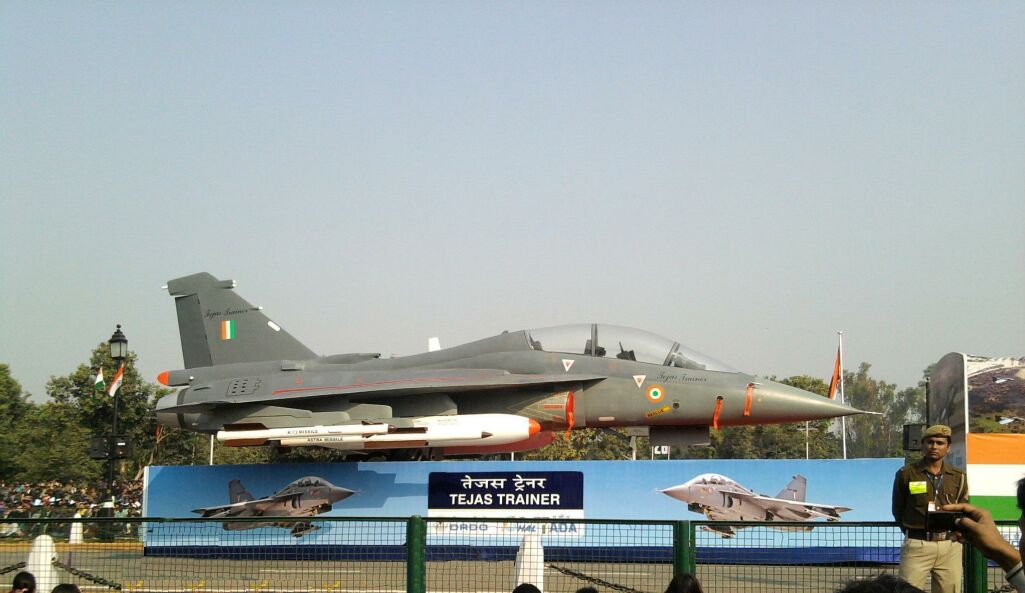
Wersja dwumiejscowa